# Elling Nordin
Elling Harald Nordin, född 20 februari 1894 i Åsele församling, Västerbottens län, död 1982, var en svensk tandläkare, filmproducent och sångtextförfattare.
Elling Nordin var son till köpmannen Salomon Alfred Nordin och Emma Lovisa Andersson. Efter studentexamen vid Härnösands högre allmänna läroverk 1914 och reservofficersexamen 1916 blev han fänrik i Upplands infanteriregementes reserv 1917 och underlöjtnant 1919, men lämnade den militära karriären 1921.
Han blev tandläkarkandidat 1917, tandläkare 1919 och var verksam i Umeå 1919–1926 samt därefter i Stockholm från 1926. Han grundade Västerbottens läns tandläkarförening 1923 och var dess ordförande 1923–1926. Han var direktör i Svedia Dental-Industri AB, Enköping, med flera i Stockholm. Han var också direktör i Svediaverken AB, Enköping, samt ägare av Tandkliniken i City, Stockholm.
Elling Nordin var 1940–1951 gift med Carin Berlin (1918–1997), dotter till grosshandlaren Sven Mauritz Berlin och Adéle Charlotta Lager. Tillsammans fick de barnen Harald Elling (född 1941), Carin Elisabeth (född 1943) och Mats Elling (född 1946).

## Producent
- 1940 – Den blomstertid